# Požunski mir 1805.
Požunski mir potpisan je u Bratislavi (staro hrvatsko ime Požun) 26. prosinca 1805. godine između Francuske i Austrije, kao posljedica poraza Austrije u bitci kod Austerlitza 2. prosinca 1805. Austrija je po odredbama mirovnog ugovora morala u roku od 6 tjedana Francuskoj izručiti posjede koje je stekla mirom u Campo Formiju 1797. godine. Francuska je dobila Veneciju, Istru, Dalmaciju i Boku kotorsku  (Mletačku Albaniju).
Svi hrvatski primorski krajevi bili su priključeni francuskom Talijanskom Kraljevstvu. Oduzevši Austriji pokrajine na važnom geopolitičkom položaju, Napoleon je postavio temelje za širenje Carstva prema jugu i prema istoku u Europi te za prodor u Grčku i Otomansko Carstvo. Naime, Napoleon je uvidio stratešku važnost Dalmacije i Boke kotorske u eventualnom ratu s Rusijom, jer bi mu vojske prolazeći preko turskoga kao prijateljskoga i savezničkoga zemljišta lako mogle udariti i s juga. Ali i Rusi su znali za Napoleonovu misao, pa su nastojali  Francuze maknuti iz Dalmacije. 